# Овусу Квабена
Овусу Квабена (англ. Owusu Kwabena, нар. 18 червня 1997, Аккра) — ганський футболіст, нападник угорського клубу «Ференцварош». На умовах оренди грає за турецький «Анкарагюджю».

## Клубна кар'єра
Народився 18 червня 1997 року в місті Аккра. Вихованець футбольної школи місцевого «Спортінга».
2016 року був запрошений до іспанського «Толедо», в якому на умовах оренди відіграв сезон у третьому іспанському дивізіоні. 
У серпні 2017 року уклав п'ятирічний контракт з «Леганесом». Утім за цю команду в іграх іспанської першості так і не дебютував, натомість протягом наступних трьох років грав у третьому і другому дивізіонах Іспанії за «Реал Ов'єдо», «Картахену»,  «Саламанку» і «Кордову».
23 січня 2020 року уклав контракт на 3,5 роки з азербайджанським «Карабахом» (Агдам).
У січні 2023 року підписав контракт на 2 роки з угорським «Ференцварошем».

## Виступи за збірну
9 червня 2019 року дебютував у складі національної збірної Гани. Невдовзі був включений до заявки команди на тогорічний Кубок африканських націй в Єгипті, де взяв участь у трьох іграх турніру.
| Дата      | Місто    | Господарі    | Результат               | Гості   | Турнір                                     | Голи | Примітки |
| --------- | -------- | ------------ | ----------------------- | ------- | ------------------------------------------ | ---- | -------- |
| 9-6-2019  | Аккра    | Гана         | 0 – 1                   | Намібія | товариський матч                           | -    | 46'      |
| 15-6-2019 | Дубай    | Гана         | 0 – 0                   | ПАР     | товариський матч                           | -    | 46'      |
| 29-6-2019 | Ісмаїлія | Камерун      | 0 – 0                   | Гана    | Кубок африканських націй 2019 - 1-й етап   | -    | 87'      |
| 2-7-2019  | Суец     | Гвінея-Бісау | 0 – 2                   | Гана    | Кубок африканських націй 2019 - 1-й етап   | -    | 66'      |
| 8-7-2019  | Ісмаїлія | Гана         | 1 – 1 д.ч. (4 – 5 п.п.) | Туніс   | Кубок африканських націй 2019 - 1/8 фіналу | -    | 108'     |
| Усього    |          | Матчів       | 5                       |         | Голів                                      | 0    |          |

## Титули і досягнення
- Чемпіонат Азербайджану (1):

«Карабах»: 2019-20
- Чемпіонат Угорщини (1):

«Ференцварош»: 2022-23